# Bdelyrus grandis
Bdelyrus grandis är en skalbaggsart som beskrevs av Cook 1998. Bdelyrus grandis ingår i släktet Bdelyrus och familjen bladhorningar. Inga underarter finns listade.